# Goya/Bestes Szenenbild

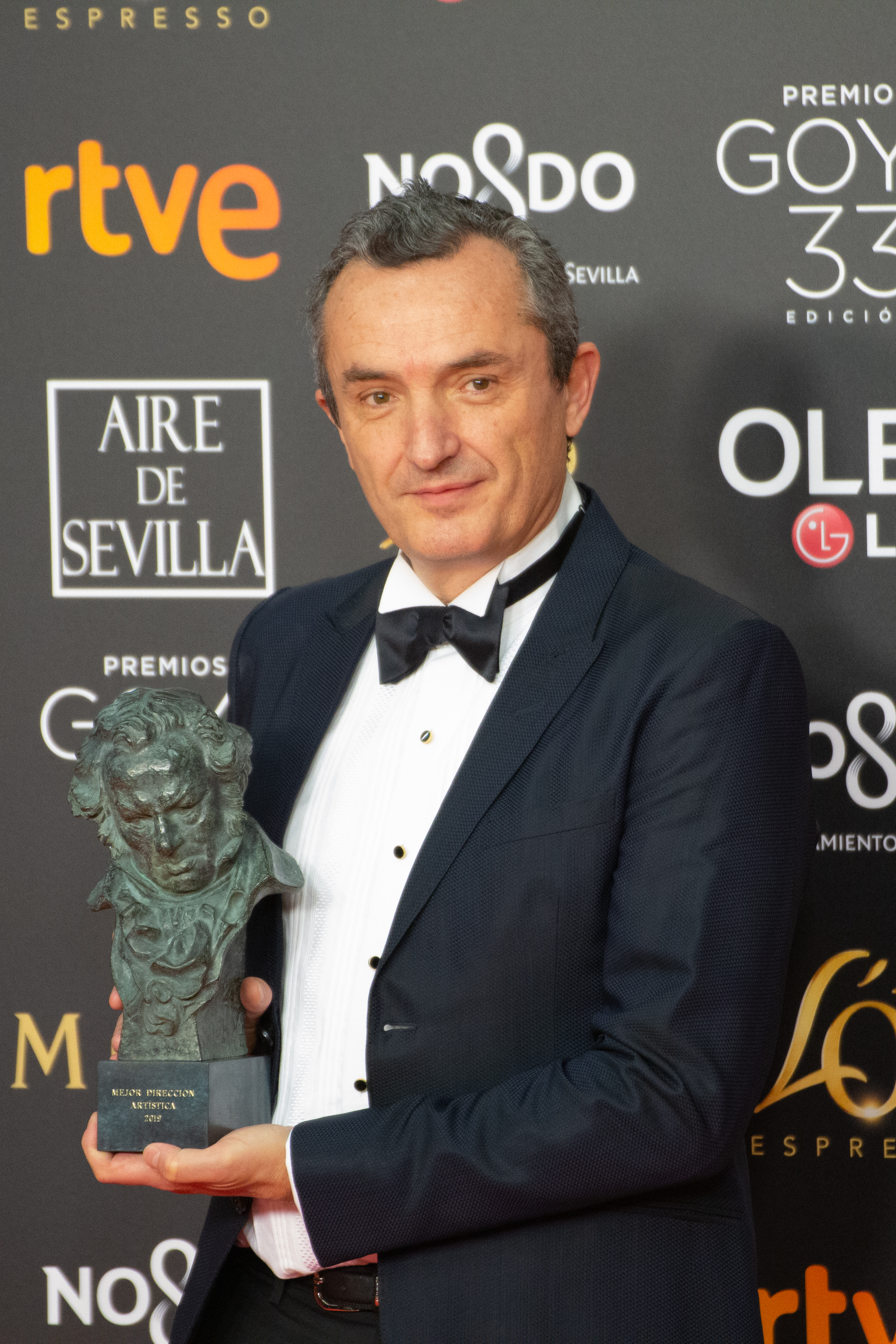
Der Preisträger von 2012, 2019 und 2020: Juan Pedro de Gaspar

Gewinner und Nominierte für den spanischen Filmpreis Goya in der Kategorie Bestes Szenenbild (Mejor dirección artística) seit der ersten Verleihung im Jahr 1987. Ausgezeichnet werden die besten Szenenbildner einheimischer Filmproduktionen (auch spanische Koproduktionen) des jeweils vergangenen Jahres.
Mit Ana Alvargonzález (für Pa negre) konnte 2011 das erste und bisher einzige Mal eine Frau diese Kategorie für sich entscheiden. Als erste Deutsche war 2011 auch Brigitte Broch (für Biutiful) nominiert.
| Statistik                         | Name         | Anzahl | Jahr                                                                   |
| --------------------------------- | ------------ | ------ | ---------------------------------------------------------------------- |
| Häufigste Auszeichnungen          | Félix Murcia | 5      | 1987, 1992, 1994, 1997, 1998                                           |
| Häufigste Auszeichnungen          | Gil Parrondo | 4      | 1995, 2001, 2005, 2006                                                 |
| Häufigste Nominierungen           | Félix Murcia | 12     | 1987, 1988, 1989, 1992, 1994, 1995, 1997, 1998, 1999, 2003, 2004, 2006 |
| Häufigste Nominierungen           | Gil Parrondo | 8      | 1995, 1999, 2001, 2003, 2005, 2006, 2008, 2009                         |
| Häufigste Nominierungen ohne Sieg | Luis Vallés  | 5      | 1992, 1993, 1994, 2000, 2009                                           |

Die unten aufgeführten Filme werden mit ihrem deutschen Verleihtitel (sofern vorhanden) angegeben, danach folgt in Klammern in kursiver Schrift der spanische Originaltitel.

## 1980er Jahre
1987
Félix Murcia – Dragon Rapide
- Wolfgang Burmann – Romanza final (Gayarre)
- Ramiro Gómez – Bandera negra

1988
Rafael Palmero – Bernarda Albas Haus (La casa de Bernarda Alba)
- Félix Murcia – El bosque animado
- Eduardo Torre de la Fuente – La monja alférez

1989
Wolfgang Burmann – Remando al viento
- Félix Murcia – Frauen am Rande des Nervenzusammenbruchs (Mujeres al borde de un ataque de nervios)
- Rafael Palmero – Jarrapellejos
- Terry Pritchard – El Dorado – Gier nach Gold (El Dorado)
- Gerardo Vera – Berlin Blues (Berlín Blues)

## 1990er Jahre
1990
Ramiro Gómez und Javier Artiñano – Esquilache
- Francesc Candini – El niño de la luna
- Josep Rosell – Si te dicen que caí
- Luis Sanz – Die Dinge der Liebe (Las cosas del querer)
- Pierre-Louis Thévenet – Twisted Obsession (El sueño del mono loco)

1991
Rafael Palmero – Ay Carmela! – Lied der Freiheit (¡Ay, Carmela!)
- Rafael Palmero – Lo más natural
- Ferrán Sánchez – Fessle mich! (¡Átame!)

1992
Félix Murcia – Der verblüffte König (El rey pasmado)
- Wolfgang Burmann – Don Juan en los infiernos
- Fernando Sáenz und Luis Vallés – Beltenebros

1993
Juan Botella – Belle Epoque (Belle epoque)
- Luis Vallés – The Fencing Master (El maestro de esgrima)
- José Luis Arrizabalaga – Aktion Mutante (Acción mutante)

1994
Félix Murcia – Tirano Banderas
- Alain Bainée und Javier Fernández – Kika
- Luis Vallés – Madre Gilda (Madregilda)

1995
Gil Parrondo – Canción de cuna
- Félix Murcia – Deine Zeit läuft ab, Killer (Días contados)
- Josep Rosell – Im Sog der Leidenschaft (La pasión turca)

1996
José Luis Arrizabalaga – El día de la bestia
- Wolfgang Burmann – Mein blühendes Geheimnis (La flor de mi secreto)
- Javier Fernández – La leyenda de Balthasar el Castrado

1997
Félix Murcia – El perro del hortelano
- Ana Alvargonzález – La celestina
- Pierre-Louis Thévenet – Tranvía a la Malvarrosa

1998
Félix Murcia – Geheimnisse des Herzens (Secretos del corazón)
- Antonio Cortés – El color de las nubes
- Josep Rosell – En brazos de la mujer madura

1999
Gerardo Vera – Das Mädchen deiner Träume (La niña de tus ojos)
- Wolfgang Burmann – Virtual Nightmare – Open Your Eyes (Abre los ojos)
- Félix Murcia – Mararía
- Gil Parrondo – El abuelo

## 2000er Jahre
2000
Pierre-Louis Thévenet – Goya (Goya en Burdeos)
- Antxón Gómez – Alles über meine Mutter (Todo sobre mi madre)
- Josep Rosell – La lengua de las mariposas
- Luis Vallés – Volavérunt

2001
Gumersindo Andrés und Gil Parrondo – You’re the One (una historia de entonces)
- Luis Ramírez – Lázaro de Tormes
- Ulia Loureiro und Fernando Sáenz – Besos para todos
- José Luis Arrizabalaga und Arturo García – Allein unter Nachbarn – La comunidad (La comunidad)

2002
Benjamín Fernández – The Others
- Javier Fernández – Sin noticias de Dios
- César Macarrón – Intacto
- Josep Rosell – Juana la Loca

2003
Salvador Parra – El embrujo de Shanghai
- Rafael Palmero – El alquimista impaciente
- Félix Murcia – El caballero Don Quijote
- Gil Parrondo – Historia de un beso

2004
César Macarrón – Clever & Smart (La gran aventura de Mortadelo y Filemón)
- Benjamín Fernández – Carmen
- Juan Pedro de Gaspar – El lápiz del carpintero
- Félix Murcia – La luz prodigiosa

2005
Gil Parrondo – Tiovivo c. 1950
- Benjamín Fernández – Das Meer in mir (Mar adentro)
- Antxón Gómez – La Mala Educación – Schlechte Erziehung (La mala educación)
- Rafael Palmero – El séptimo día

2006
Gil Parrondo – Ninette
- Marta Blasco – Segundo asalto
- Federico G. Cambero und Félix Murcia – Para que no me olvides
- Julio Esteban und Julio Torrecilla – Obaba

2007
Benjamín Fernández – Alatriste
- María Stilde Ambruzzi und Bárbara Pérez Solero – Die Borgias (Los Borgia)
- Eugenio Caballero – Pans Labyrinth (El laberinto del fauno)
- Salvador Parra – Volver – Zurückkehren (Volver)

2008
Josep Rosell – Das Waisenhaus (El orfanato)
- Wolfgang Burmann – Oviedo Express
- Eduardo Hidalgo – Las 13 rosas
- Gil Parrondo – Luz de domingo

2009
Antxón Gómez – Che – Revolución (Che – Part One: The Argentine)
- Balter Gallart – Los girasoles ciegos
- Gil Parrondo – Sangre de mayo
- Luis Vallés – La conjura de El Escorial

## 2010er Jahre
2010
Guy Hendrix Dyas – Agora – Die Säulen des Himmels (Agora)
- Verónica Astudillo – El baile de la Victoria
- Antón Laguna – Cell 211 (Celda 211)
- Marcelo Pont Vergés – In ihren Augen (El secreto de sus ojos)

2011
Ana Alvargonzález – Pa negre
- Brigitte Broch – Biutiful
- Edou Hydallgo – Mad Circus – Eine Ballade von Liebe und Tod (Balada triste de trompeta)
- César Macarrón – The Outlaw – Krieger aus Leidenschaft (Lope)

2012
Juan Pedro De Gaspar – Blackthorn
- Laia Colet – Eva
- Antxón Gómez – Die Haut, in der ich wohne (La piel que habito)
- Antón Laguna – No habrá paz para los malvados

2013
Alain Bainée – Blancanieves
- Eugenio Caballero – The Impossible (Lo imposible)
- Pepe Domínguez del Olmo – Kings of the City (Grupo 7)
- Pilar Revuelta – Das Mädchen und der Künstler (El artista y la modelo)

2014
Arturo García und José Luis Arrizabalaga – Die Hexen von Zugarramurdi (Las brujas de Zugarramurdi)
- Juan Pedro de Gaspar – Das Geheimnis der Murmel-Gang (Zipi y Zape y el club de la canica)
- Llorenç Miquel – Scorpion: Brother. Skinhead. Fighter. (Alacrán enamorado)
- Isabel Viñuales – Caníbal

2015
Pepe Domínguez del Olmo – La isla mínima – Mörderland (La isla mínima)
- Antón Laguna – El Niño – Jagd vor Gibraltar (El Niño)
- Víctor Monigote – Clever & Smart – In geheimer Mission (Mortadelo y Filemón contra Jimmy el Cachondo)
- Patrick Salvador – Automata (Autómata)

2016
Antón Laguna – Palmen im Schnee – Eine grenzenlose Liebe (Palmeras en la nieve)
- José Luis Arrizabalaga und Arturo García – My Big Night (Mi gran noche)
- Alain Bainée – Nobody Wants the Night (Nadie quiere la noche)
- Jesús Bosqued Maté und Pilar Quintana – La novia

2017
Eugenio Caballero – Sieben Minuten nach Mitternacht (A Monster Calls)
- Carlos Bodelón – 1898. Los últimos de Filipinas
- Juan Pedro De Gaspar – The Queen of Spain (La reina de España)
- Pepe Domínguez del Olmo – Paesa – Der Mann mit den tausend Gesichtern (El hombre de las mil caras)

2018
Mikel Serrano – Handia
- Alain Bainée – Abracadabra
- Javier Fernández – Oro
- Llorenç Miquel – Der Buchladen der Florence Green (The Bookshop)

2019
Juan Pedro de Gaspar – Gun City (La sombra de la ley)
- Benjamín Fernández – El hombre que mató a Don Quijote
- Balter Gallart – Superlópez
- Rosa Ros – Francisco Boix – Der Fotograf von Mauthausen (El fotógrafo de Mauthausen)

## 2020er Jahre
2020
Juan Pedro de Gaspar – Mientras dure la guerra
- Pepe Domínguez del Olmo – Der endlose Graben (La trinchera infinita)
- Antxón Gómez – Leid und Herrlichkeit (Dolor y gloria)
- Mikel Serrano – Die obskuren Geschichten eines Zugreisenden (Ventajas de viajar en tren)

2021
Mikel Serrano – Tanz der Unschuldigen (Akelarre)
- Mónica Bernuy – Las niñas
- César Macarrón – Adú
- Montse Sanz – Black Beach

2022
Balter Gallart – Las leyes de la frontera
- Antxón Gómez – Parallele Mütter (Madres paralelas)
- César Macarrón – Der perfekte Chef (El buen patrón)
- Mikel Serrano – Maixabel – Eine Geschichte von Liebe, Zorn und Hoffnung (Maixabel)

2023
Pepe Domínguez del Olmo – Modelo 77
- Melanie Antón – La piedad
- Mónica Bernuy – Alcarràs – Die letzte Ernte (Alcarràs)
- Sylvia Steinbrecht – Los renglones torcidos de Dios
- José Tirado – As bestas

2024
Alain Bainée – Die Schneegesellschaft (La sociedad de la nieve)
- Carlos Conti – La contadora de películas
- Curru Garabal – Cerrar los ojos
- Marc Pou – Saben aquell
- Izaskun Urkijo – 20.000 Arten von Bienen (20.000 especies de abejas)

2025
Javier Alvariño – Die rote Jungfrau (La virgen roja)
- Marta Bazaco – El 47
- Pepe Domínguez del Olmo – Segundo premio
- Miguel Ángel Rebollo – Volveréis – Ein fast klassischer Liebesfilm (Volveréis)
- Inbal Weinberg – The Room Next Door